# 대정전의 밤에
《대정전의 밤에》(大停電の夜に)는 일본에서 제작된 미나모토 타카시 감독의 2005년 드라마 영화이다. 토요카와 에츠시 등이 주연으로 출연하였다.

## 출연

### 주연
- 토요카와 에츠시
- 타구치 토모로오

### 조연
- 아베 츠요시
- 아와시마 치카게
- 하라다 토모요
- 혼고 카나타
- 이가와 하루카
- 카시이 유우
- 킷카와 코지
- 타바타 토모코
- 테라지마 시노부
- 우츠이 켄